# Christopher Memminger

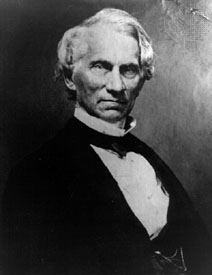
Christopher Gustavus Memminger (1803-1888)

Christopher Gustavus Memminger (Vaihingen an der Enz, Hertogdom Württemberg 7 of 9 januari 1803 – Charleston, South Carolina 7 maart 1888), was een Amerikaans politicus.

## Biografie

### Achtergrond, opleiding en vroege carrière
Christopher Gustavus Memminger werd geboren in Vaihingen an der Enz, een plaats in het Hertogdom Württemberg (Duitsland). Zijn vader, Gottfried Memminger, was een officier in het leger van Württemberg die een maand na de geboorte van zijn zoon sneuvelde in een veldslag. Zijn moeder, Eberhardina Kohler,emigreerde met Christopher naar de Verenigde Staten van Amerika waar zij zich vestigde in Charleston (South Carolina). Zijn moeder overleed echter in 1807 aan de gele koorts waardoor Christopher in het weeshuis van Charleston belandde als vierjarig kind.
Op elfjarige leeftijd werd hij geadopteerd door Thomas Bennett, een rijke advocaat uit Charleston die later gouverneur van South Carolina werd (periode: 1820-1822). Dankzij het vermogen van zijn adoptievader was het voor Chrisopher mogelijk een goede opleiding te volgen. Hij studeerde rechten aan de South Carolina College (1819-1824) en werd in 1825 als advocaat toegelaten tot de balie van Charleston. Op 10 november 1832 trouwde hij met Mary Wilkinson. Christopher was een welvarend advocaat en verwierf een groot fortuin. Hij liet een groot buitenhuis bouwen Rock Hill geheten in Flat Rock, North Carolina.

### Politieke carrière
Christopher Memminger was lid van de Democratische Partij (Democratic Party). Net als veel Democraten uit de Zuidelijke staten vond Memminger slavernij gerechtvaardigd (hij bezat zelf - net als zijn adoptievader - ook slaven) en was hij tegen de bemoeienissen van het Noorden inzake de slavernij. Ook was hij tegenstander van hoge importheffingen die naar zijn mening slecht waren voor de economie van de Zuidelijke staten.
Christopher Memminger was van 1836 tot 1852 en van 1854 tot 1860 was hij lid van het Huis van Afgevaardigden van de staat South Carolina. Hij was een groot voorstander van onderwijs en zorgde ervoor dat Charleston een van de beste onderwijssystemen van de County kreeg. Van 1850 tot 1885 was hij voorzitter van de Raad voor Openbaar Onderwijs in Charleston. Ofschoon aanvankelijk gematigd als het ging om afscheiding van de Zuidelijke staten van de VS, nam hij na de verkiezing van Abraham Lincoln tot president van de Verenigde Staten, een duidelijk secessionistisch standpunt in. Na de afscheiding van South Carolina op 20 december 1860 werd hem door de regering van die staat gevraagd een verhandeling te schrijven waarin South Carolina's afscheiding van de VS werd gemotiveerd (Declaration of the Immediate Causes Which Induce and Justify de Secession of South Carolina of the Federal Union).
Memminger was van 4 februari 1861 tot 17 februari 1862 lid van het Voorlopig Congres van de Geconfedereerde Staten van Amerika (Provisional Congress of the Confederate States of America) en was voorzitter van het grondwetgevend comité dat tot taak had de grondwet van de Geconfedereerde Staten van Amerika op te stellen. Het comité, bestaande uit twaalf man, schreef de grondwet in maar vier dagen.

### Minister van Financiën
President van de CSA Jefferson Davis vormde op 21 februari 1861 zijn eerste kabinet en benoemde Memminger tot minister van Financiën (Secretary of the Treasury). Als minister van Financiën was Memminger weinig succesvol. Om de inflatie tegen te gaan, liet hij massaal papiergeld drukken. Zijn belastinghervormingen konden verder op weinig sympathie van het Congres rekenen.
Op 15 juni 1864 trad Memminger als minister af en trok zich terug op zijn landgoed in Flat Rock (North Carolina). Zijn opvolger als minister van Financiën werd George Trenholm die ook afkomstig was uit South Carolina.

### Na deAmerikaanse Burgeroorlog
In 1866 ontving Memminger een presidentieel pardon en hij vestigde zich opnieuw in Charleston en hervatte zijn werkzaamheden als advocaat. In 1868 richtte hij een zwavelzuurproductiemaatschappij op, Sulphuric Acid and Super Phosphate Compány geheten. Daarnaast was hij aandeelhouder van diverse fosforproductiemaatschappijen. Daarnaast bleef hij zich inzetten voor het openbaar onderwijs. In 1876 werd hij opnieuw in het Huis van Afgevaardigden van South Carolina gekozen.
Christopher Gustavus Memminger overleed op 85-jarige leeftijd, op 7 maart 1888 in Charleston (South Carolina) (South Carolina). Hij werd begraven op het St. John's of the Wilderness First Mission of the Episcopal Church te Flat Rock.